# Provincia de Alagoas
La provincia de Alagoas (en portugués: província de Alagoas) fue una unidad administrativa y territorial del Reino del Brasil y más tarde del Imperio del Brasil (desde 1821), creada a partir de la capitanía de Alagoas. Luego de la proclamación de la República el 15 de noviembre de 1889 pasó a convertirse en el actual estado de Alagoas.

## Historia

### Creación de la comarca
Después de los acontecimientos de la Guerra de Palmares, Alagoas presentó indicios de prosperidad y desarrollo, tanto desde el punto de vista económico o cultural. Su principal activo era el azúcar y en menor medida, yuca, tabaco y maíz; en tanto cueros, pieles y palo de Brasil eran exportados. Los abundantes bosques proporcionaban madera para la construcción de barcos. En los conventos de las ciudades de Penedo y Alagoas los frailes franciscanos dictaban cursos y publicaban sermones y poesía. Todo esto justificó el acto real del 9 de octubre de 1710 que creaba la comarca de Alagoas, establecida finalmente en 1711. A partir de entonces, el sistema judicial se limitó a los señores feudales, e incluso a los representantes de la metrópoli. El condado fue desarrollándose. Ya en 1730 el gobernador de Pernambuco propuso la extinción de la decadente Capitanía de Paraíba, marcada por la prosperidad de Alagoas, con sus casi cincuenta ingenios, diez freguesias, y un ingreso apreciable para el tesoro real. Al lado del azúcar se incrementó la producción de algodón. Su cultivo se introdujo en la década de 1770; para 1778 ya se exportaban hacia Lisboa muestras de tela de algodón tejidas en Alagoas. En Penedo y Porto Calvo, se fabricaba tela ordinaria para su uso principalmente en el ropaje de los esclavos. En 1754, Fray Juan de Santa Ángela publicó en Lisboa, su libro de sermones y poesía; es la primera obra de un alagoano. La población creció, distribuyéndose en diversas actividades. Una censo demográfico mandado a realizar en 1816 por Antônio Ferreira Batalha registró una población de 89 589 personas.

### Capitanía independiente

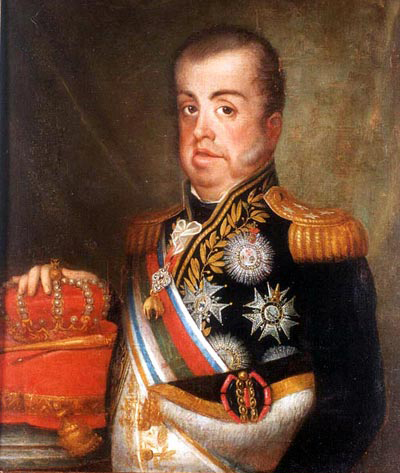
Juan VI de Portugal.

Tres años más tarde, en 1819, un nuevo censo acusó una población de 111 973 y con un total de ocho villas en la provincia. Alagoas ya se constituía en una capitanía independiente de la de Pernambuco, creada por decreto del 16 de septiembre de 1817. El impacto de la revolución de Pernambuco ese año contribuyó a facilitar el proceso de emancipación. Tomando ventaja de la situación y rompiendo las propias leyes reales, la gente alagoana desmembró el condado de la jurisdicción de Pernambuco y constituyó un gobierno provisional. Estos actos fueron suficientes para abrir caminos que condujeron al rey Juan a sancionar al desmembramento. Sebastião Francisco de Melo e Póvoas fue nombrado gobernador y asumió el cargo el 22 de enero de 1819.
Se aceleró entonces el brote de la prosperidad Alagoas. El 17 de agosto de 1831 apareció «Iris Alagoense», el primer periódico publicado en la provincia, y considerado pionero a partir de la independencia de Brasil y la organización de império. Es cierto que los primeros años de la independencia no fueron fáciles, pues una secuencia de movimientos sacudió la vida provincial: en 1824, la Confederación del Ecuador; en 1832-1835, la Cabanada; en 1844, la rebelión conocida como Lisos y Cabelludos; en 1849, el impacto de la revolución Praieira.

### Cambió de capital

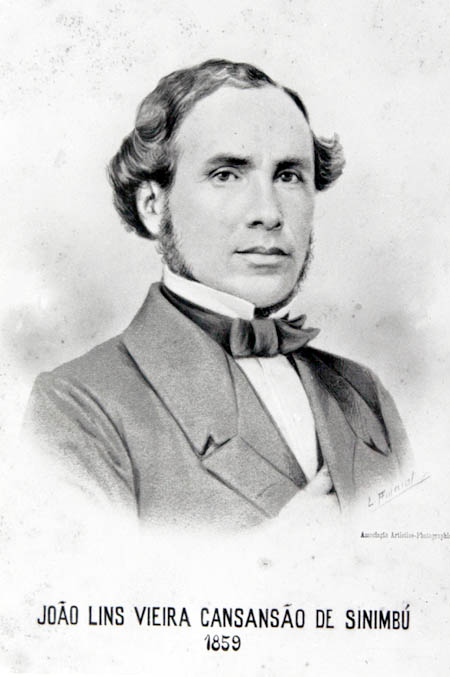
João Lins Vieira Cansanção, Vizconde de Sinimbu.

En 1839 la ciudad capital, entonces situado en la antigua ciudad de Alagoas, fue trasladado a la ciudad de Maceió, situado junto al mar y en el camino entre el norte, centro y sur de la provincia. En el proceso de cambio se enfrentaron dos principales facciones políticas, una encabezada por el vizconde Sinimbu y otra por el juez Tavares Bastos, padre del futuro pensador Tavares Bastos, nacido, de hecho, en ese año de 1839. En ese momento la provincia contaba con ocho villas.
El gobierno de la provincia estaba a cargo de presidentes nombrados por el Emperador, no siempre que se trate para el destino de la tierra, a veces rodeados por luchas partidistas. La provincia, sin embargo, progresaba. En el campo de la economía, cabe destacar la fundación en 1857 de la primera fábrica textil de Alagoas, la Compañía Unión Mercantil en el distrito de Fernão Velho. Ideada por al barón de Jaraguá, contribuyó así al desarrollo de la economía regional. Treinta años más tarde, fundó la Compañía Alagoana de Hilado y Textiles, que el 15 de octubre de 1888 se estableció en Río Largo.

### Disolución
El movimiento republicano, intensificado por la abolición de la esclavitud, resultó en actividades de publicidad de clubes de prensa. El más importante de ellos fue el Centro Republicano Federalista; otras fueron el Club Federal Republicano y el Club Centro Popular Republicano Maceioense, ambos existentes para el de la proclamación de la República. En el interior había también otros clubes de la propaganda. En el interior existían otros clubes, como «Gutenberg» que fue el órgano de comunicación más vehemente en la difusión de la idea republicana.
El mismo día, en Río de Janeiro fue proclamada la república en tanto en Maceió asumió la presidencia Pedro Moreira Ribeiro, el último delegado del gobierno imperial para la provincia. Confirmado el cambio de régimen, se organizó en un primer momento una junta de gobierno, pero el 19 de noviembre el Mariscal Deodoro da Fonseca nombró a su hermano, Pedro Paulino da Fonseca, para gobernar el nuevo estado. También fue el primer gobernador electo después de la promulgación de la constitución estatal el 12 de junio de 1891.